# Anthony Perez
Anthony Perez (Tolosa de Llenguadoc, 22 d'abril de 1991) és un ciclista francès professional des del 2016. Actualment corre a l'equip Cofidis. En el seu palmarès destaca la Clàssica Loira Atlàntic del 2022 i La Drôme Classic del 2023.

## Palmarès
- 2010
  - Vencedor d'una etapa al Tour des Deux-Sèvres
- 2011
  - Vencedor d'una etapa a la Volta a Toledo
- 2014
  - Vencedor d'una etapa al Tour del Franc-Comtat
- 2015
  - 1r al Circuit de Saône-et-Loire i vencedor d'una etapa
  - 1r al Gran Premi de la Tomate
  - 1r al Gran Premi de Puy-l'Évêque
  - Vencedor d'una etapa al Tour del Piémont pyrénéen
- 2017
  - Vencedor d'una etapa a la Volta a Luxemburg
  - Vencedor d'una etapa al Tour del Gavaudan Llenguadoc-Rosselló
- 2018
  - Vencedor d'una etapa a la Volta a Luxemburg
- 2020
  - Vencedor d'una etapa al Tour dels Alps Marítims i del Var
- 2022
  - 1r a la Clàssica Loira Atlàntic
- 2023
  - 1r a La Drôme Classic

### Resultats a la Volta a Espanya
- 2017. 80è de la classificació general

### Resultats al Tour de França
- 2018. 85è de la classificació general
- 2019. 87è de la classificació general
- 2020. Abandona (3a etapa)
- 2021. 86è de la classificació general
- 2022. 84è de la classificació general
- 2023. No surt (18a etapa)

### Resultats al Giro d'Itàlia
- 2022. 88è de la classificació general